# びっくりラーメン一番

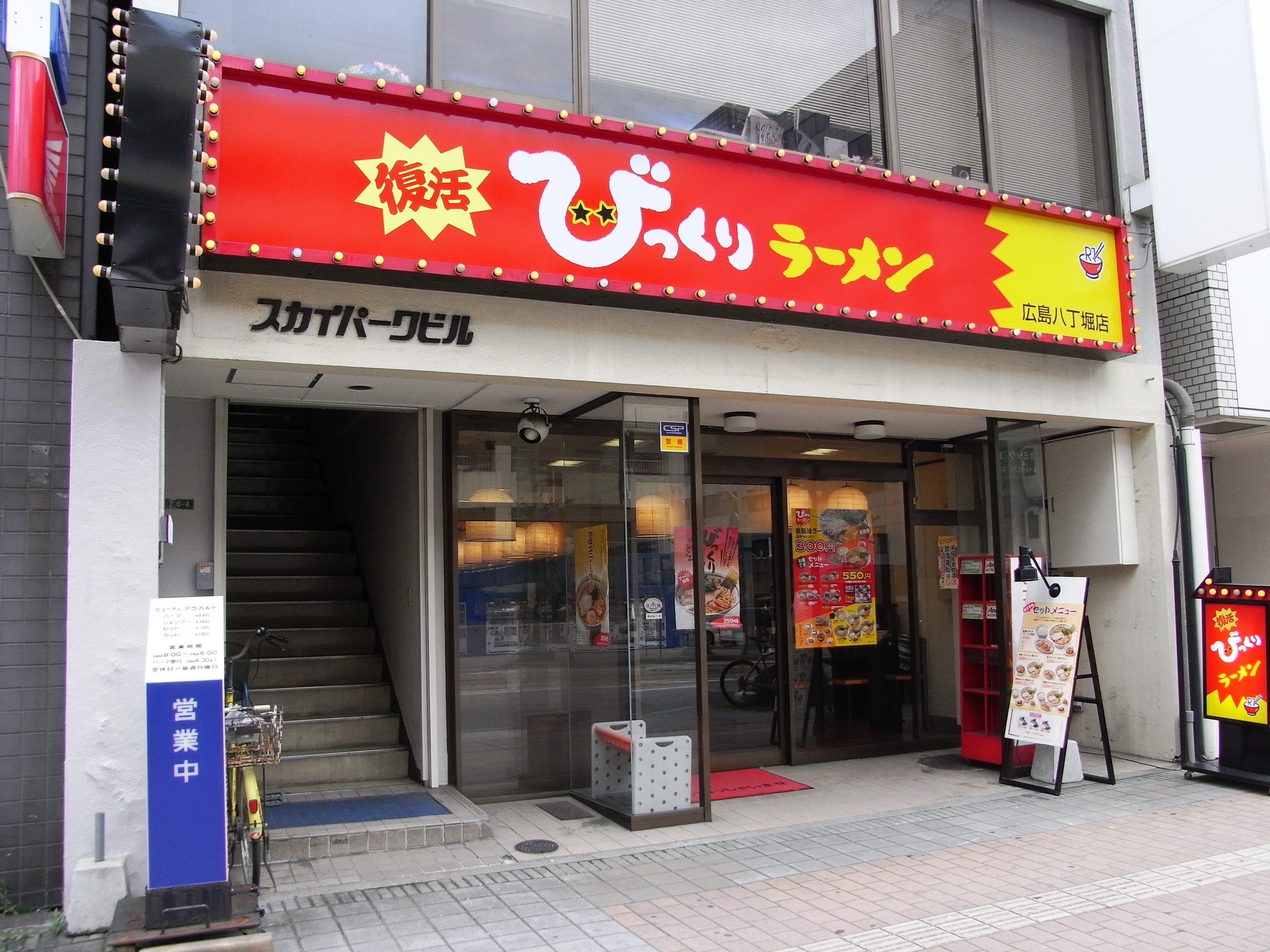
広島八丁堀店
最近の店舗は復活びっくりラーメンになっている

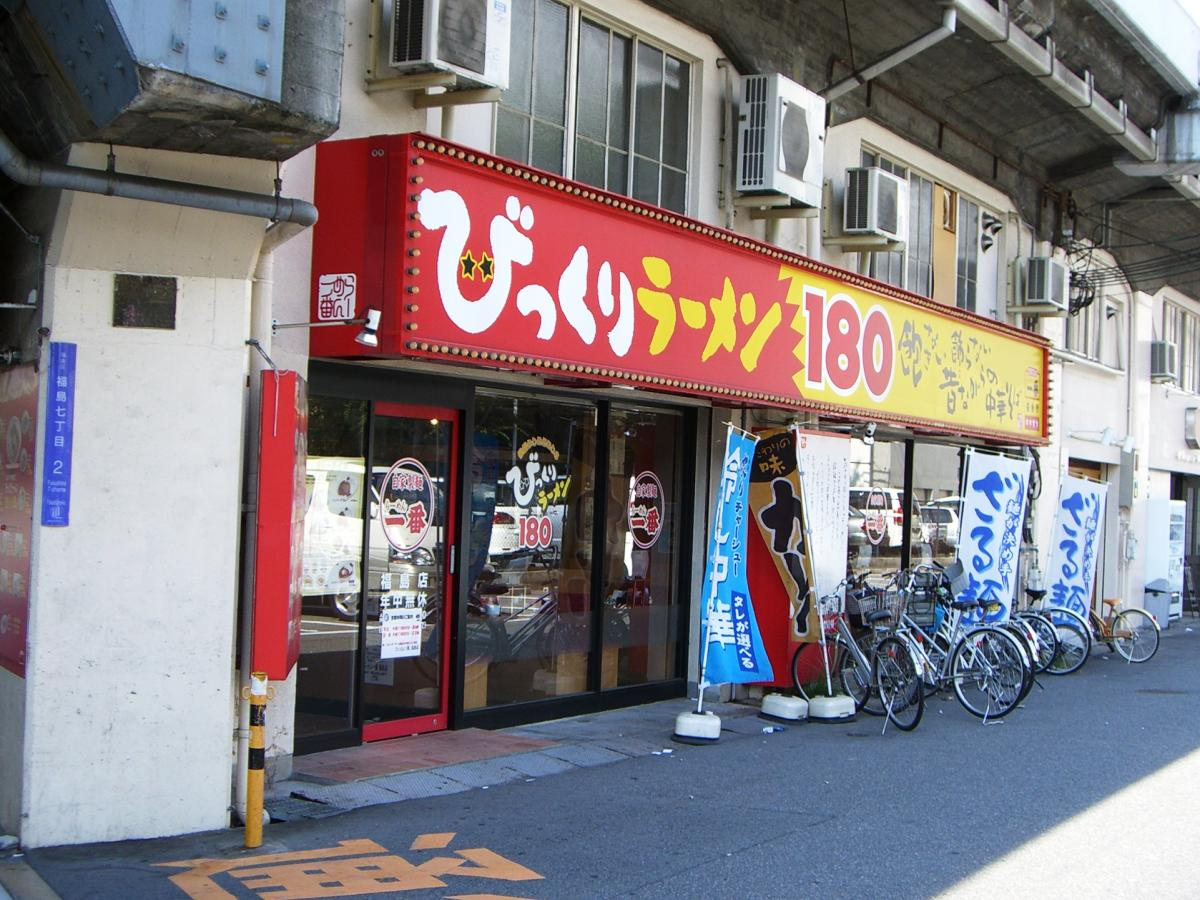
福島店
大阪市福島区福島7-2-12

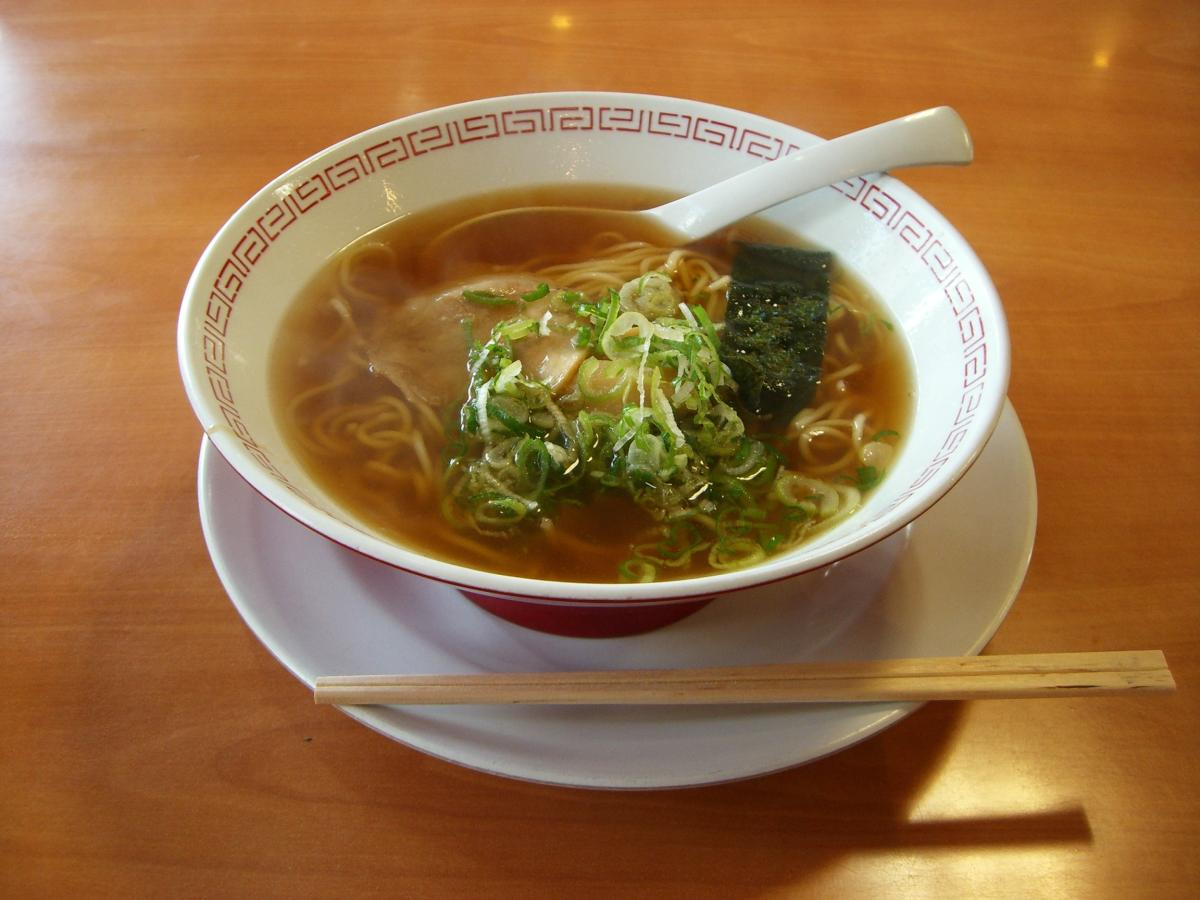
びっくりラーメンの一例
（税込189円）

びっくりラーメン一番（びっくりラーメンいちばん）は、かつて存在した日本の外食チェーンストアの1つ。2007年8月に吉野家ホールディングスに買収され完全子会社の株式会社アール・ワンとなった。同社は2009年8月に清算されたため、現存しない。

## 概要
かつては、株式会社ラーメン一番本部が、直営およびフランチャイズのラーメン店として「びっくりラーメン一番」を全国展開していた。看板商品は1杯189円（税抜180円）のびっくりラーメンで、ラーメンを茹でる機械、餃子を焼く機械等の自動調理器の導入でコスト縮減を図っていた。
2006年頃から、閉店する店舗や24時間営業を取りやめる店舗が目立ち始めた。『週刊東洋経済』2007年7月7日号に、「不採算店を閉鎖しながら380円ラーメン店への転換を進めている」という記事が掲載されたが、その直後、大阪地方裁判所に民事再生法の適用を申請し、吉野家ディー・アンド・シーが設立した子会社・株式会社アール・ワンに事業譲渡した。譲渡価格は約8億円であり、この時点ではラーメン一番の店舗は約200店存在した。
事業譲渡により、吉野家ホールディングス傘下で事業を抜本的に見直され、390円ラーメンを主力とする「麺家 五条弁慶」への転換が行われ、立地に問題があり採算が取れないと判断された店舗の閉鎖も進められた。
しかし、吉野家ホールディングス傘下でのラーメン事業は不振を極めることとなる。吉野家ホールディングスの安部修仁社長は、2008年10月17日の日本経済新聞の取材に対して、「屋号や価格などを全面見直ししたのが失敗であり、2010年2月期に黒字化の見通しが立たなければ売却や清算を考える」と表明した。この時点では、アール・ワンが運営する店舗は約90店となっていた。値上げによる客離れに加えて、小麦粉価格の高騰に伴うコスト増もあり、2009年2月期の営業損益は約8億円の赤字となった。
2009年6月18日、吉野家ホールディングスは同年8月末でラーメン事業から撤退することを発表した。同年5月末時点で58店存在した店舗は、閉鎖または譲渡されることとなった。撤退の目的は、不採算事業を整理して主力の牛丼事業に集中することにあるとしている。
なお吉野家ホールディングスは、2016年に東京都内を中心に展開していたラーメン店「せたが屋」を買収、ラーメン事業に再参入している。

## 沿革
- 1997年11月1日　大阪市福島区吉野2-13に1号店出店
- 2001年3月14日　会社設立
- 2007年8月30日　大阪地方裁判所に民事再生法の適用を申請し、吉野家ディー・アンド・シーに事業譲渡した。
- 2009年8月31日　吉野家ホールディングスがラーメン事業より撤退し、買い手が現れない店舗は閉鎖された[1]。